# 塔拉斯河庫里爾台大會
塔拉斯河庫里爾台大會，是指1269年，蒙古帝国的窝阔台后王海都、察合台后王八剌和钦察汗忙哥帖木儿以违背祖宗成法为由，在塔拉斯河招开库里尔台大会结盟反对大汗忽必烈的事件。
蒙哥将窝阔台之孙、合失之子海都被贬封到海押立。1259年，蒙哥死后，忽必烈与阿里不哥争夺汗位引發內戰。海都支持阿里不哥。1264年，阿里不哥归降后，海都与察合台后王数人依然不服忽必烈。海都在朮赤后王的支持下，占据了叶密立一带原窝阔台、贵由的封地，成为窝阔台兀鲁思诸王的领袖。1265年，忽必烈派察合台的曾孙八剌回到察合台兀鲁思，来牵制海都。八剌自立为汗，和海都争夺布哈拉，后来兵败向海都请和。
1269年，海都、八剌等窝阔台、察合台、朮赤诸后王在塔拉斯河畔（在今吉尔吉斯斯坦）召开大会，分划河中地区的权益：三分之二归八剌，剩下的分属海都与朮赤后王忙哥帖木儿。参与大会的诸王宣誓保持游牧生活和蒙古传统风俗，派使臣去质问忽必烈，为什么要留在汉地建都邑城廓，仪文制度遵用汉法。海都等蒙古贵族表明反对用“汉法”的政治立场。从此从实质和形式上，成吉思汗的蒙古帝国分裂了，后成为元朝和四大汗国并立的局面。